# Château du Crest
Ne doit pas être confondu avec les châteaux homonymes du Crest (Drôme), du Crest (Puy-de-Dôme) ou d'Arbin (Savoie), en France.
Le château du Crest est situé à Jussy dans le canton de Genève en Suisse. Avec ses dépendances, il est listé comme bien culturel d'importance nationale.

## Histoire
Le premier château du Crest fut une maison forte construite vers 1220 ; elle était protégée par des fossés, un pont-levis et des murs crénelés percés de meurtrières. Elle servait de résidence à un vassal de l'évêque de Genève. Les familles de Compeys, de Compesières et de Rovorée furent successivement propriétaires du domaine.
Avec l'arrivée de la Réforme protestante, l'autorité passa de l'évêque à la république de Genève en 1536 et les relations avec la Savoie catholique se détériorèrent. Michel de Blonay, seigneur du château du Crest situé au milieu du conflit, refusa de prêter l'hommage à Genève, ce qui provoqua de longs procès pendant les décennies qui suivirent. La guerre entre Genève et la Savoie éclata en 1589. Les troupes genevoises prirent le château du Crest en 1590 et le détruisirent pour ne pas le laisser aux Savoyards.
L'homme de guerre, écrivain et poète français Théodore Agrippa d'Aubigné, huguenot réfugié à Genève, acheta les ruines du château du Crest et obtint en 1621 la permission de le reconstruire. Il bâtit une place d'armes avec tourelles, meurtrières, pont-levis et fossé profond. Il mourut en 1630 et sa veuve Renée Burlamaqui le vendit en 1637 à Jacques Micheli,. Ce dernier était un descendant de Domenico Michele, élu doge de Venise en 1117. Six Micheli furent seigneurs du Crest jusqu'à la Révolution. Le botaniste Marc Micheli cultiva des plantes rares et ajouta une tour carrée au côté est du château au XIXe siècle. Les granges et les écuries ravagées par un incendie en 1989 furent reconstruites par Yves Micheli en 1991. Le château et les biens de la famille furent incorporées en 1995 à la Fondation Micheli-du-Crest. La fondation possède 8,5 hectares de vignoble et 250 hectares de terres agricoles.
Le château et ses dépendances sont listés comme biens culturels d'importance nationale.